# جنگ‌های صلیبی مردمی

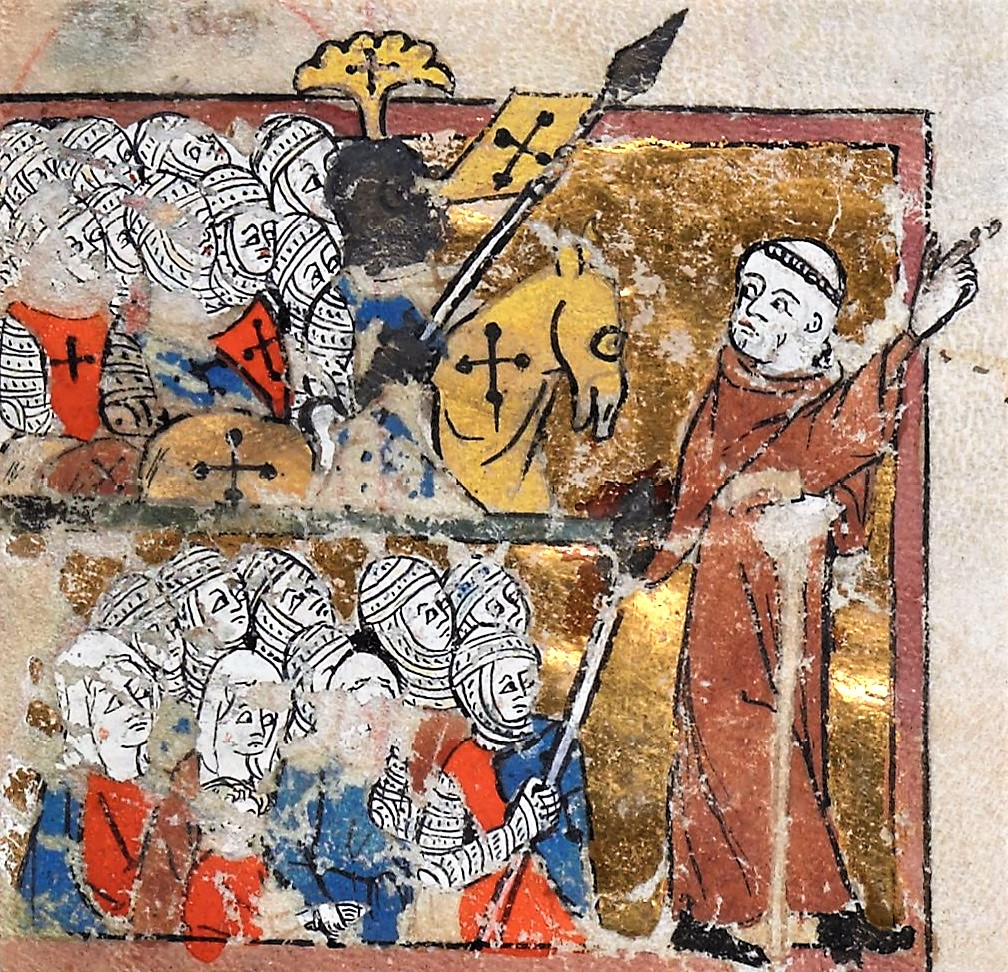
تصویر نقاشی شده از اتحاد مردم

جنگهای صلیبی مردمی (به انگلیسی: Popular crusades) چندین جنبش "با شور و شوق و پرحرارت مردمان صلیبی بود" اما از سوی کلیسا به آنان مجوزی داده نشد. این حرکت‌ها با "جنگهای صلیبی رسمی" که توسط پاپ‌ها مجاز شناخته شده در تضاد هستند. در حالی که جنگ‌های صلیبی رسمی متشکل از ارتشهای حرفه ای بود که توسط لگاتها (سفیران پاپ) هدایت می‌شدند، اما جنگهای صلیبی مردمی بی نظم بودند و از دهقانان، صنعتگران و فقط گاه‌وبیگاه از شوالیه‌های تشکیل می‌شدند. اصطلاح "جنگ صلیبی مردمی " یک کنوانسیون علمی مدرن است. تمایز بین "سلسله مراتبی" (یا رسمی) و انگیزه مردمی در جنگهای صلیبی برای اولین بار توسط لئوپولد فون رانکه در قرن نوزدهم انجام شد.
جنبش‌هایی که به‌طور معمول به عنوان جنگ‌های صلیبی مردمی شناخته می‌شوند عبارتند از:
- جنگ صلیبی عوام‌الناس (۱۰۹۶)
- جنگ صلیبی فقیران (۱۳۰۹)
- جنگ صلیبی چوپانان (۱۲۵۱)
- جنگ‌های صلیبی کودکان(۱۲۱۲)
- جنگ صلیبی چوپانان (۱۳۲۰)

## جستارها
جنگ‌های صلیبی